# Hunter et autres c. Southam Inc.
Hunter et autres c. Southam Inc.  est un arrêt de principe de la Cour suprême du Canada rendu en 1984 en matière de droit à la vie privée et il s'agit également de la première décision de la Cour suprême à tenir compte de l'article 8 de la Charte canadienne des droits et libertés.

## Les faits
Une enquête a été ouverte par le gouvernement en vertu de la Loi relative aux enquêtes sur les coalitions contre l'entreprise de presse écrite Southam Inc.. Les enquêteurs sont entrés dans les bureaux de Southam à Edmonton et ailleurs pour examiner des documents. La perquisition a été autorisée avant l'adoption de la Charte, mais la perquisition n'a commencé qu'après. La contestation de la perquisition fut autorisée.
À la Cour d'appel de l'Alberta, le juge a conclu qu'une partie de la loi était incompatible avec la Charte et donc inopérante.

## Décision de la Cour suprême
La Cour suprême a examiné l'article 8 pour la première fois et a confirmé la décision de la Cour d'appel

## Motifs du jugement
Dans un jugement rendu à l'unanimité, le juge Dickson (tel était alors son titre) a conclu que la Loi relative aux enquêtes sur les coalitions violait la Charte car elle ne prévoyait pas une norme appropriée pour l'administration des mandats.
La Cour a statué que l'objet de l'article 8 est de protéger l'attente raisonnable d'un individu en matière de vie privée et de limiter les mesures gouvernementales qui empiéteraient sur cette attente. De plus, pour évaluer l'étendue de ces droits, le droit à la vie privée doit être mis en balance avec le devoir du gouvernement d'appliquer la loi.
En réaffirmant la doctrine de l'interprétation téléologique lors de la lecture de la Constitution, Dickson poursuit en faisant une déclaration fondamentale et souvent citée de l'objet de la Constitution et de la manière dont elle doit être interprétée, en déclarant :

« L’interprétation d’une constitution est tout à fait différente de l’interprétation d’une loi. Une loi définit des droits et des obligations actuels. Elle peut être facilement adoptée et aussi facilement abrogée. Par contre, une constitution est rédigée en prévision de l’avenir. Elle vise à fournir un cadre permanent à l’exercice légitime de l’autorité gouvernementale et, lorsqu’on y joint une Déclaration ou une Charte des droits, à la protection constante des droits et libertés individuels. Une fois adoptées, ses dispositions ne peuvent pas être facilement abrogées ou modifiées. Elle doit par conséquent être susceptible d’évoluer avec le temps de manière à répondre à de nouvelles réalités sociales, politiques et historiques que souvent ses auteurs n’ont pas envisagées. Les tribunaux sont les gardiens de la constitution et ils doivent tenir compte de ces facteurs lorsqu’ils interprètent ses dispositions.  Le professeur Paul Freund a bien exprimé cette idée lorsqu’il a averti les tribunaux américains [TRADUCTION] «de ne pas interpréter les dispositions de la Constitution comme un testament de peur qu’elle ne le devienne». »